# Vasúti járműgyártók és járműjavítók listája
Ez a lista a fontosabb vasúti járműgyártók és járműjavítók nevét tartalmazza.
- Pojazdy Szynowe Pesa Bydgoszcz
- H. Cegielski – Poznań
- Stadler Rail
- Alstom
- Bombardier Transportation
- Siemens AG
- KONČAR – ELECTRICAL INDUSTRIES Inc.
- ŠKODA TRANSPORTATION s.r.o.
- ŠKODA ČKD VAGONKA, a.s.
- ŠKODA ELECTRIC s.r.o.
- GANZ-ŠKODA Közlekedési Zrt.
- Bombardier MÁV Kft.
- SC SOFTRONIC SRL
- REMARUL 16 februarie SA
- TŽV Gredelj d.o.o.
- Transmasholding, Oroszország
- Metrowagonmash, a Transmasholding tagja (Oroszország)
- CRRC, Kína
- Hitachi rail, Japán
- CAF, Spanyolország